# Lysandra boisduvali
Lysandra boisduvali är en fjärilsart som beskrevs av Charles Oberthür 1910. Lysandra boisduvali ingår i släktet Lysandra och familjen juvelvingar. Inga underarter finns listade i Catalogue of Life.